# Grand Prix Německa 2002

Grand Prix Německa LXIV Großer Mobil 1 Preis von Deutschland
- 28. červenec 2002
- Okruh Hockenheim
- 65 kol x 4,730 km = 307,327 km
- 692. Grand Prix
- 62. vítězství Michaela Schumachera
- 154. vítězství pro Ferrari

## Výsledky
| Pozice | Jezdec                | Vůz             | Čas         |
| ------ | --------------------- | --------------- | ----------- |
| 1      | Michael Schumacher    | Ferrari F2002   | 1h27:52,078 |
| 2      | Juan Pablo Montoya    | Williams FW24   | á 0:10:503  |
| 3      | Ralf Schumacher       | Williams FW24   | á 0:14:466  |
| 4      | Rubens Barrichello    | Ferrari F2002   | á 0:23:195  |
| 5      | David Coulthard       | McLaren MP 4/17 | á 1 kolo    |
| 6      | Nick Heidfeld         | Sauber C 21     | á 1 kolo    |
| 7      | Felipe Massa          | Sauber C 21     | á 1 kolo    |
| 8      | Takuma Sató           | Jordan EJ12     | á 1 kolo    |
| 9      | Mika Salo             | Toyota TF102    | á 1 kolo    |
| Kolo   | Odstoupili            | -               | -           |
| 59     | Giancarlo Fisichella  | Jordan EJ12     | Motor       |
| 59     | Kimi Räikkönen        | McLaren MP 4/17 | Mimo trať   |
| 57     | Eddie Irvine          | Jaguar R3       | Brzdy       |
| 48     | Enrique Bernoldi      | Arrows A23      | Motor       |
| 39     | Olivier Panis         | BAR 004         | Odstoupil   |
| 39     | Jarno Trulli          | Renault R202    | Mimo trať   |
| 27     | Jacques Villeneuve    | BAR 004         | Odstoupil   |
| 24     | Jenson Button         | Renault R202    | Motor       |
| 23     | Allan McNish          | Toyota TF02     | Hydraulika  |
| 23     | Mark Webber           | Minardi R202    | Odstoupil   |
| 18     | Heinz-Harald Frentzen | Arrows A23      | Hdraulika   |
| 0      | Pedro de la Rosa      | Jaguar R3       | Rozvodovka  |
| Kolo   | Odstoupili            | -               | -           |
| *      | Alex Yoong            | Minardi PS02    | **          |

### Nejrychlejší kolo
- Michael SCHUMACHER Ferrari 	1'16.462- 215.354 km/h

### Vedení v závodě
- 1-26 kolo Michael Schumacher
- 27-29 kolo Ralf Schumacher
- 30 kolo Juan Pablo Montoya
- 31-47 kolo Michael Schumacher
- 48 kolo Ralf Schumacher
- 49-67 kolo Michael Schumacher

### Postavení na startu
| 1. řada  | 1                     | 2                    |
|          | Michael Schumacher    | Ralf Schumacher      |
|          | Ferrari               | Williams             |
|          | 1'14,355              | 1'14,570             |
| 2. řada  | 3                     | 4                    |
|          | Rubens Barricchello   | Juan Pablo Montoya   |
|          | Ferrari               | Williams             |
|          | 1'14.693              | 1'15.108             |
| 3. řada  | 5                     | 6                    |
|          | Kimi Raikkonen        | Giancarlo Fisichella |
|          | McLaren               | Jordan               |
|          | 1'15.639              | 1'15.690             |
| 4. řada  | 7                     | 8                    |
|          | Olivier Panis         | Jarno Trulli         |
|          | BAR                   | Renault              |
|          | 1'15.851              | 1'15.885             |
| 5. řada  | 9                     | 10                   |
|          | David Coulthard       | Nick Heidfeld        |
|          | McLaren               | Sauber               |
|          | 1'15.909              | 1'15.990             |
| 6. řada  | 11                    | 12                   |
|          | Jacques Villeneuve    | Takuma Sato          |
|          | BAR                   | Jordan               |
|          | 1'16.070              | 1'16.072             |
| 7. řada  | 13                    | 14                   |
|          | Jenson Button         | Felipe Massa         |
|          | Renault               | Sauber               |
|          | 1'16.278              | 1'16.351             |
| 8. řada  | 15                    | 16                   |
|          | Heinz-Harald Frentzen | Eddie Irvine         |
|          | Arrows                | Jaguar               |
|          | 1'16.505              | 1'16.533             |
| 9. řada  | 17                    | 18                   |
|          | Allan McNish          | Enrique Bernoldi     |
|          | Toyota                | Arrows               |
|          | 1'16.594              | 1'16.645             |
| 10. řada | 19                    | 20                   |
|          | Mika Salo             | Pedro de la Rosa     |
|          | Toyota                | Jaguar               |
|          | 1'16.685              | 1'17.077             |
| 11. řada | 21                    | 22                   |
|          | Mark Webber           | Alex Yoong           |
|          | Minardi               | Minardi              |
|          | 1'17.996              | 1'19.775             |
| -------- | --------------------- | -------------------- |

- 107% : 1'19,596